# Milovice (Nymburki járás)
Milovice település Csehországban, a Nymburki járásban. Milovice Benátky nad Jizerou, Jiřice, Zbožíčko, Stará Lysá, Stratov, Straky, Kostomlaty nad Labem, Lysá nad Labem, Všejany, Předměřice nad Jizerou és Lipník településekkel határos. Lakosainak száma 13 920 fő (2024. január 1.).

## Népesség
A település lakosságának változását az alábbi diagram mutatja:
| Lakosok száma | 1597 | 1911 | 2868 | 3872 | 1521 | 10 140 | 10 832 | 11 834 | 12 713 | 13 920 |
|               | 1869 | 1900 | 1921 | 1961 | 1980 | 2011   | 2016   | 2019   | 2021   | 2024   |